# Arthur Feddersen
Arthur Frederik Feddersen (16. februar 1835 i København – 27. februar 1906 i København) var en dansk fiskerikyndig.

## Liv og gerning
Feddersen var søn af kancellisekretær, senere borgmester i Roskilde og justitsråd Peter Feddersen (1800-1869) og Bolette Kirstine Kock (1809-1886). Han var elev på Sorø Akademi 1846-53, tog adgangseksamen ved Polyteknisk Læreanstalt i 1855 og i 1856 første del af eksamen i anvendt naturvidenskab, var 1854-61 lærer ved Københavns Kommuneskoler, 1861-83 adjunkt ved Viborg Katedralskole. I 1864 underkastede han sig en prøve i naturhistoriske fag med fisk som særfag. I 1865 var han i Norge for at studere klækning, og ved sin hjemkomst stiftede han Fiskeriselskabet for Viborg og Omegn og anlagde en klækkeanstalt for ørred ved Viborg. I de følgende år rejste han rundt i Tyskland, Frankrig og andre steder for at sætte sig ind i fiskerisagen.
Allerede i 1865 begyndte han sammen med birkedommer H.V. Fiedler udgivelsen af Tidsskrift for Fiskeri, som, efter at svenskerne Hj. Widegren og A. V. Ljungman 1874 var blevet medredaktører, fortsattes til 1882 under navnet Nordisk Tidsskrift for Fiskeri.
I 1883 tog Feddersen orlov for to år fra sin adjunktstilling for udelukkende at sysle med fiskerisager og i 1884 var han medstifter af Foreningen til Fiskeriernes Fremme i Danmark og Bilande, som snart gik ind under Dansk Fiskeriforening. I 1885 opgav han sin adjunktstilling. 1888 var han konsulent for Dansk Fiskeriforening, derefter 1889-92 foreningens sekretær, hvor efter han blev dens konsulent i ferskvandsfiskeri.
I 1882-91 udgav Feddersen Fiskeritidende, men efter brydninger inden for foreningen fik denne sit eget blad Dansk Fiskeriforenings Medlemsblad, men i 1902 overtog Feddersen atter redaktionen af bladet (nu Dansk Fiskeritidende), som han varetog til sin død. Fra 1904 var Feddersen formand for Dansk Ferskvandsfiskeriforening.
1888 blev han Ridder af Dannebrog, modtog Fortjenstmedaljen i guld 1874 og blev titulær professor 1902.
Han er begravet på Frederiksberg Ældre Kirkegård.

## Forfatter og agitator
Feddersen udgav talrige skrifter, dels naturhistoriske lærebøger, dels populære anvisninger til lystfiskeri, artikler om kunstig fiskeavl med mere, populære skildringer og enkelte mindre, videnskabelige arbejder. Ved sine mange småskrifter og gennem fiskeribladene og ved sin vindende ildfuldhed havde Feddersen en ikke ringe agitatorisk betydning for sin samtid, og det skyldes sikkert for en del ham, at dambruget omkring århundredskiftet udviklede sig så rivende her i Landet (desværre viste det sig, at den udvikling, han havde ventet på så længe, nu kom for brat, så at mange af de stiftede dambrugs-aktieselskaber gik fallit; Feddersen nåede ikke selv at opleve den sunde udvikling af dambrugene, som fulgte efter gründerperioden).

## Privatliv
Den 25. juni 1859 giftede han sig med Laura Eleonora Møller (f. 1835), datter af bager Frederik Møller og Cæcilie f. Burchhardt.

## Forfatterskab
- "Fiskenes Udbredelse i Højden i Mellem- og Nordevropa" (i Geografisk Tidsskrift, Bind 1; 1877) (Webside ikke længere tilgængelig)
- "Saltvandsfiskenes Indvandring i Limfjorden" (i Geografisk Tidsskrift, Bind 1; 1877) (Webside ikke længere tilgængelig)
- "Pampas-Heste i Frankrig" (i Geografisk Tidsskrift, Bind 2; 1878) Arkiveret 5. marts 2016 hos  Wayback Machine
- "Fortegnelse over de danske Ferskvandsfiske" (i Naturhistorisk Tidsskrift, 3. rk. 12. bd, 1879)
- "Ferskvandsfiskenes geografiske Udbredelse i Danmark" (i Geografisk Tidsskrift, 1880) (Webside ikke længere tilgængelig)
- "De danske Hav-Fiskerier" (i Geografisk Tidsskrift, bind 6; 1882) (Webside ikke længere tilgængelig)
- "De danske Hav-Fiskerier" (i Geografisk Tidsskrift, bind 6; 1882) (Webside ikke længere tilgængelig)
- "Et Par Ord om Sliens Naturforhold og Fiskebestand" (i Geografisk Tidsskrift, Bind 7; 1883) (Webside ikke længere tilgængelig)
- Lidt Vejledning til Karpeavl (1892)
- "Bidrag til de danske Indsøers Geografi" (i Geografisk Tidsskrift, bind 12; 1893) (Webside ikke længere tilgængelig)
- Ferskvandsfiskeriet (2. udg. 1894)
- Udklækning af Ørredyngel og dennes første Pleje (1895)
- "Vore ferske Vande og deres Beboere" (i Jul. Schiøtt: Den danske Stat. Danmarks Natur, 1899)
- "De danske Padder og Øgler" (i Jul. Schiøtt: Den danske Stat. Danmarks Natur, 1899)
- "Havet, dets Opdagelse og Erobring" (1903)